# Mondial Rides
Mondial Rides is een Nederlandse bouwer van attracties.
Mondial bouwt voornamelijk attracties die demontabel en verplaatsbaar zijn, zoals het reuzenrad en ander mechanisch vertier op hoogte. Als leverancier is Mondial daarom zeer bekend bij kermisexploitanten, maar ze levert ook regelmatig aan attractieparken. Het bedrijf werd in 1979 opgericht en is gevestigd in Heerenveen.
Bijzonder aan de attracties van Mondial is dat ze vaak wel gebaseerd zijn op reeds bestaande attractietypes, maar telkens een nieuwe dimensie hebben gekregen, meestal een extra draairichting (zie onder andere hieronder bij de booster, de breakdance, ...). Attracties van Mondial maken (in vergelijking met de "gewone" attracties) relatief veel draaibewegingen.

## Aanbod

### Kermisattracties gebouwd door Mondial
Mondial bouwt onder andere verschillende eigen varianten op de booster:
- Turbine. Deze gelijkt het meest op de booster, maar de gondels hebben een extra draaibeweging rond de as in het verlengde van de arm waar de gondel aan bevestigd is. Deze draaibeweging van de gondel heeft een standaard booster niet. Deze attractie werd ontwikkeld eind 2011 - begin 2012.[3]
- Capriolo is als het ware een halve booster. Er is maar een gondel aan één kant, de arm aan de andere kant eindigt op een contragewicht en is korter. Deze attractie heeft hogere g-krachten dan een gewone booster door de onregelmatigere beweging van de arm.
- Furioso, de kleinere versie van Capriolo.

Ook bouwt het bedrijf loopingschepen:
- Tornado is een dubbel Looping Schip waarbij twee boten in de tegenovergestelde richting aan dezelfde ophanging slingeren.

Mondial maakt daarnaast varianten op de schuine topspin:
- Super Nova, een variant op de schuine topspin. De bank waarin de bezoekers zitten ziet eruit als een autobus (de bezoekers zitten niet met hun rug naar de achterwand, maar kijken naar een van de armen). Deze attractie gaat niet over de kop.
- Roll Over, een verdere ontwikkeling op de Super Nova die wél over de kop gaat.
- Blender, een verdere ontwikkeling op de Super Nova. De bank waarin de gasten normaal zitten zijn in de Blender vervangen door 2 kruizen met 4 armen. Aan deze kruizen zitten telkens 8 stoeltjes die horizontaal rond hun as draaien.

Ook breakdances behoren tot het aanbod van Mondial Rides:
- Shake is een breakdance, maar dan met de mogelijkheid dat de gondels inversies maken. Dit kan doordat de gondels niet rechtstreeks op het onderstel bevestigd zijn, maar opgehangen zijn in een vork waardoor ze kunnen schommelen en zo nodig over de kop draaien.

Daarnaast bouwt het bedrijf ook frisbees en varianten daarop:
- Mistral is een variant op de frisbee waarbij er geen vloer is. Bezoekers zitten op zetels die in een kring aan een arm hangen in de lucht, met het gezicht naar het middelpunt gericht.
- Jet Force is iets kleiner dan de Mistral, maar werkt met een tegengewicht en gaat bijgevolg over de kop. Bezoekers zitten hier met hun gezicht naar buiten gericht.

Andere attracties:
- Heart Breaker: gelijkt op de Tropical Trip van KMG, maar de bank is in twee stukken gesplitst en aan een draaipunt bevestigd waardoor deze voorwaarts of achterwaarts rond kan tollen en inversies maken.
- Inferno: heeft iets weg van de Heart Breaker, maar is veel groter. De attractie bestaat hier ook uit een grote arm waaraan twee gondels zitten die inversies kunnen maken, alleen bieden deze hier plaats aan meerdere rijen personen, en beweegt de arm niet in een cirkelvormig vlak maar doorheen de ruimte.
- Top Scan: vergelijkbaar qua grootte met de Inferno. De attractie bestaat uit een centrale arm met contragewicht die doorheen de ruimte beweegt. Op het andere uiteinde van de arm zitten een aantal banken (gondels) in de vorm van een ster, die ook afzonderlijk voorwaarts of achterwaarts om hun as kunnen draaien.
- Diablo: vergelijkbaar met de Top Scan: een mast met daarop een centrale arm met aan de ene kant twee gondels die allerlei draaiende bewegingen kunnen maken en aan de andere kant een contragewicht.Top Scan, een kermisattractie van Mondial

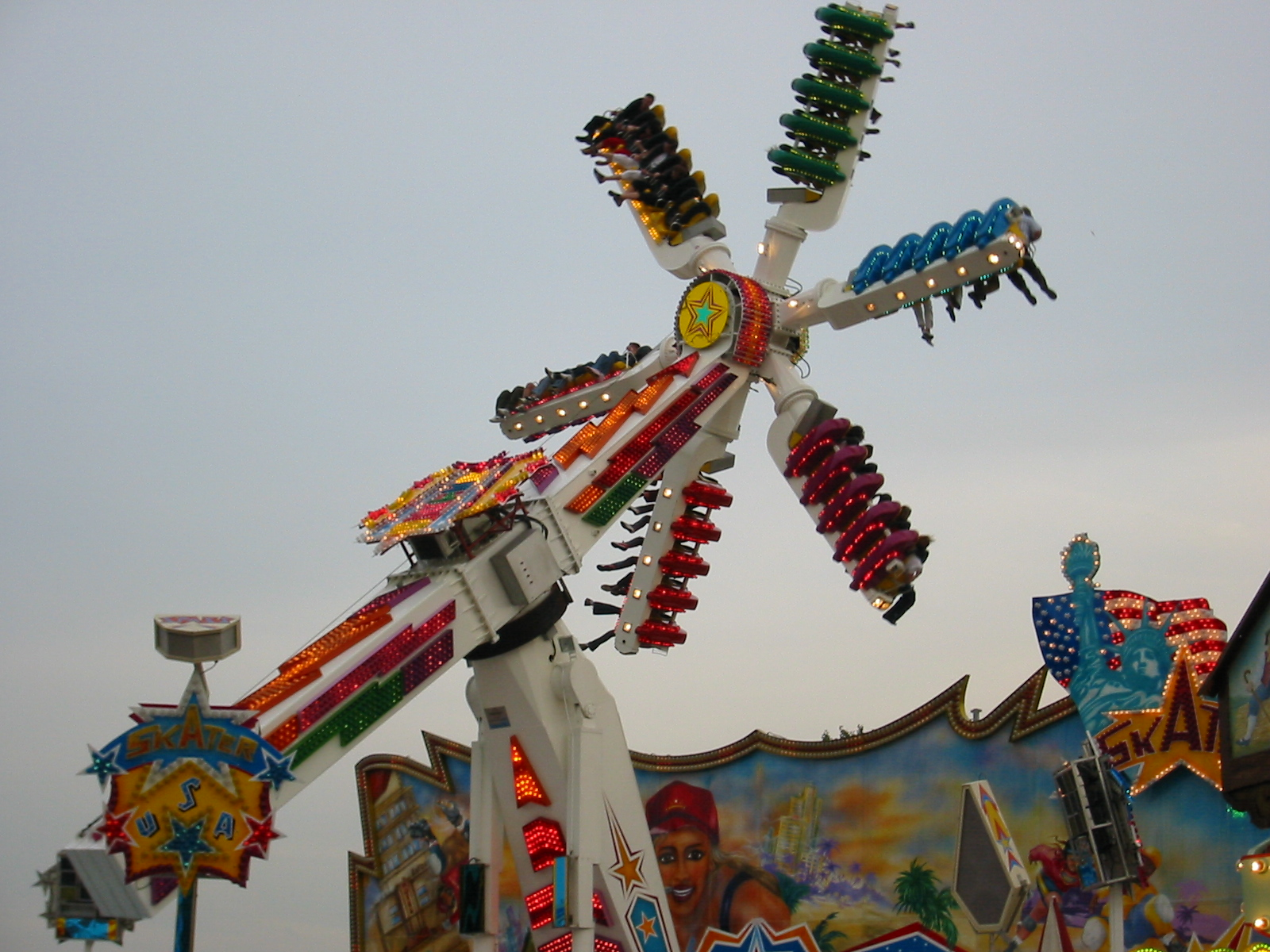
Top Scan, een kermisattractie van Mondial

- Swinger: heeft de opbouw van een zweefmolen (type Wellenflug) maar in plaats van stoeltjes aan kettingen hangen er vier armen aan met gondels van enkele personen naast elkaar in stervorm gemonteerd op het uiteinde van de armen.

### Pretparkattracties
Het bedrijf biedt ook enkele (gelijkwaardige) pretparkattracties aan:
- Splash Over, een soort van dubbele Topspin (er zijn twee banken in plaats van één). De naam van de attractie komt van de fonteinen die erbij horen.
- Revolution: een frisbee
- Ultra Max: een Frisbee die ook over de kop kan gaan
- Turbine: deze kermisattractie heeft ook een parkmodel met een andere vorm van mast voor een permanente opstelling. Een grote booster voor pretparken dus.

### Torens
Mondial maakt ook een aantal zeer hoge attracties, zowel voor pretparken als mobiel, gegroepeerd onder de noemer "toren":
- Wind Seeker: personen zitten in zeteltjes die tot aanzienlijke hoogte kunnen gehesen worden, waar deze rond de mast draaien.
- Sky Seeker: gelijkwaardig, maar hier zitten bezoekers in kleine cabines in plaats van in zitjes.
- Sky Riser: een mobiele uitkijktoren met een grote ronde gondel die rond een toren omhoog en omlaag gaat.[4]
- Observation Tower: ook een uitkijktoren.

### Reuzenraden
Een laatste specialiteit van Mondial is het bouwen van reuzenraden. De aangeboden modellen variëren van 35 tot 80 meter hoog.

## Ongelukken
In 2005 vond een 45-jarige vrouw in Long Island de dood toen ze uit een gondel van de Top Scan van Mondial werd geslingerd.
Van de door Mondial voor Cedar Fair geplaatste WindSeekers hadden er vijf in de zomer van 2012 problemen met de beveiliging. Cedar Fair besloot daarop ze allemaal stil te leggen.

## Records
In november 2015 bouwde Mondial Rides het grootste transporteerbare reuzenrad ter wereld. Het rad is 70 meter hoog en telt 48 gondels. het werd gebouwd voor de Fransman Marcel Campion, de voormalige eigenaar van het Roue de Paris. (voor de duidelijkheid: het Roue de Paris is géén rad van Mondial)